# 986 Amelia
986 Amelia è un asteroide della fascia principale del diametro medio di circa 50,94 km. Scoperto nel 1922, presenta un'orbita caratterizzata da un semiasse maggiore pari a 3,1392821 UA e da un'eccentricità di 0,1987671, inclinata di 14,79296° rispetto all'eclittica.
Il suo nome è dedicato alla moglie dello scopritore.